# Раскрашенные лица
«Раскрашенные лица» (иер. трад. 七小福, йель: Cat1 siu2 fuk1, пиньинь: Qī xiǎo fú, буквально: «Семеро везунчиков», англ. Painted Faces) — гонконгский драматический биографический фильм Алекса Ло. Фильм рассказывает о Школе Пекинской Оперы, основанной Мастером Ю, о нём самом и его учениках, среди которых были такие будущие звезды гонконгского кинематографа как Джеки Чан, Саммо Хун, Юэнь Бяо и другие.

## Сюжет
Действие фильма разворачивается в 60-х годах двадцатого века. Мастер Ю обучает своих учеников искусству Пекинской оперы для выступления на сцене. Фильм начинается с того, что в школу зачисляется новый ученик по имени Чан Кунсан (в будущем ставший звездой гонконгского кинематографа Джеки Чаном). Все дни он, как и его новые друзья-братья по оперному искусству, проводят в тренировках, часами стоят на руках, обучаются акробатике, а также актёрскому мастерству и пению.
В новую актёрскую труппу для выступлений мастер Ю отбирает 7 лучших учеников, среди которых оказываются Кунсан (получивший прозвище «Носатый»), Саммо и Юэнь Бяо. Первое их выступление проходит неудачно; всё представление они буквально спотыкались на ровном месте, а Юэнь Бяо так и вообще уснул, пропустив свой выход на сцену. В наказание Мастер Ю лишил своих учеников ужина, а позже выпорол их, поймав их пробирающимися ночью на кухню. 
Прошло несколько лет, мальчики подросли, и теперь их выступления проходят успешно.
В какой-то момент популярность пекинской оперы падает, и мастеру Ю приходится закрыть школу. Перед прощанием ученики говорят своему мастеру, что решили работать на киностудии и посвятить этому делу всю свою жизнь, как когда-то мастер Ю отдал всю свою жизнь Пекинской опере.

## В ролях
- Саммо Хун — Мастер Ю Чимъюэнь[англ.]
- Чжэн Пэйпэй — Чин
- Сиу Минфуй — Чань Кунсан/Носатый (в детстве)
- Чён Маньлун — Чань Кунсан (подросток)
- Чун Камъям — Саммо (подросток)
- Вон Кимвай — Юэнь Бяо (подросток)
- Лам Чинъин — Ва
- Джон Шам — рабочий сцены

## Неточности
Фильм имеет ряд неточностей и ошибок по сравнению с реальными событиями:
- Джеки Чана в школу Пекинской оперы на самом деле привел отец, а не мать, как в фильме. Мало того, в реальности мать Джеки Чана сначала была против зачисления сына в школу, наслышавшись о «жестоких» методах Мастера Ю.
- В фильме Джеки Чан начинает учиться в школе Пекинской оперы в возрасте 9 лет, в реальной жизни — в 6 лет.
- В школе всем ученикам давали новые имена, производные от имени учителя и содержащие его последний слог. Джеки Чана тогда звали Юэнь Ло, Саммо Хуна — Юэнь Лунг. Мальчику по имени Ся Линчжэн дали имя Юэнь Бяо, которое он впоследствии единственный из «трёх братьев» оставил в качестве творческого псевдонима. В фильме ученикам не выдают новых имен, хотя сам мастер Ю иногда обращается к ним по прозвищам, например «Носатый» («англ. BigNose») или Саммо. Стоит также заметить, что своё прозвище Саммо Хун получил не в оперной школе, а когда уже стал работать на кинокомпании Golden Harvest.
- В фильме Саммо в какой-то момент не выдерживает побоев от своего учителя и сбегает из школы, но через несколько дней, узнав что школу скоро закроют, возвращается обратно. Джеки Чан в своей автобиографической книге "Я - Джеки Чан" писал, что на самом деле из школы сбежал ученик по имени Юэнь Тин, который выполнял обязанности Старшего Брата. Назад в школу Юэнь Тин не вернулся и его дальнейшую судьбу никто не знает. После этого обязанности Старшего Брата перешли Юэнь Луну, то есть будущему Саммо Хуну. Саммо Хун впоследствии ушёл из школы после того как получил сильную травму ноги [2].

## Премьеры
- 16 сентября 1988 — международный кинофестиваль в Торонто (Канада).
- 10 ноября 1988 — премьера в Гонконге.
- 12 октября 1990 — премьера в Швеции.
- 22 февраля 1992 — премьера в Японии.

## Награды и номинации кинофестивалей
35-й Азиатско-тихоокеанский кинофестиваль (1988)
- Приз за лучшую мужскую роль — Саммо Хун

27-й Тайбэйский кинофестиваль Golden Horse (1988)
- Приз за лучший художественный фильм — режиссёр Алекс Ло, продюсеры Леонард Хо, Мона Фон
- Приз за лучший сценарий — Алекс Ло, Мэйбл Чён
- Приз за лучшую операторскую работу — Дэвид Чун
- Приз за лучший монтаж — Ю Тунь, Кхуон Чилён
- Приз за лучшую музыку к фильму — Лоуэлл Ло
- Приз за лучшие звуковые эффекты — Shaw Bros. Recording Studio, Golden Studios Ltd.
- Номинация в категории «Лучшая мужская роль» (Саммо Хун)
- Номинация в категории «Лучшая мужская роль второго плана» (Лам Чинъин)

25-й Международный кинофестиваль в Чикаго (1989)
- «Серебряный Хьюго» за лучший дебютный художественный фильм

8-я Гонконгская кинопремия (1989)
- Приз за лучшую мужскую роль — Саммо Хун
- Приз за лучшую операторскую работу — Дэвид Чун
- Номинация в категории «Лучший фильм» (Леонард Хо, Мона Фон)
- Номинация в категории «Лучшая режиссура» (Алекс Ло)
- Номинация в категории «Лучший сценарий» (Алекс Ло, Мэйбл Чён)
- Номинация в категории «Лучшая арт-режиссура» (Янк Вон)
- Номинация в категории «Лучшая музыка к фильму» (Лоуэлл Ло)
- Номинация в категории «Лучший монтаж» (Ю Тунь, Кхуон Чилён)

Кроме того, фильм был выдвинут от Гонконга на «Оскар» за лучший фильм на иностранном языке, однако не вошёл в «шорт-лист» номинации.

## Интересные факты
- Мастер Ю когда-то обучал искусству пекинской оперы Саммо Хуна — знаменитого гонконгского актёра и режиссёра, собственно фильм и повествует о годах обучения Пекинской оперы таких звезд гонконгского кинематографа как Джеки Чан, Саммо Хун, Юэнь Бяо и других. Интересно также то, что сам Саммо Хун играет в фильме самого Мастера Ю.